# BioSpring Gesellschaft für Biotechnologie
Die BioSpring GmbH ist ein Auftraghersteller (CDMO) für die Biotechnologie- und Pharmaindustrie mit Sitz in Frankfurt am Main.

## Geschichte

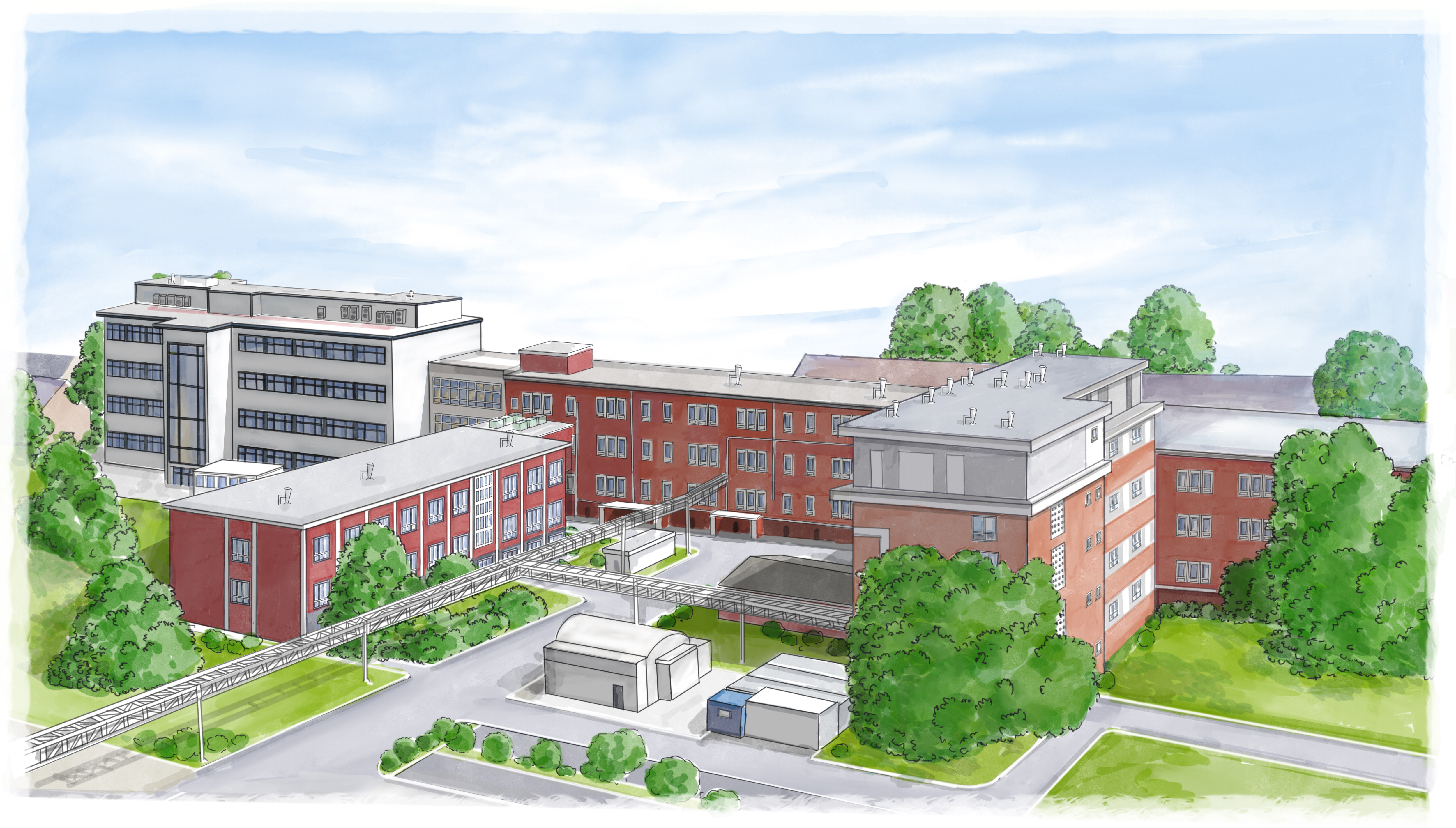
Illustration BioSpring Headquarters G58, Alt-Fechenheim 34, Frankfurt

Gegründet wurde BioSpring 1997 von Hüseyin Aygün und Sylvia Wojczewski, damals Promotionsstudierende an der Universität Frankfurt am Main. Hauptsitz und Produktionsstätte befinden sich in Frankfurt-Fechenheim, und das Unternehmen ist weiterhin inhabergeführt und unabhängig. Seit Januar 2022 expandiert BioSpring in die Nachbarstadt Offenbach am Main, wo neue Produktionsanlagen entstehen.
Das Unternehmen beschäftigt rund 650 Mitarbeiter aus 38 Nationen und (Stand: März 2025) weist ein Durchschnittsalter von 33 Jahren auf. 45 % der Führungspositionen und 49 % der gesamten Belegschaft sind weiblich besetzt.

## Produkte
Die Wirkstoffe, die BioSpring herstellt, bieten Ansätze für die Behandlung bisher unheilbarer Krankheiten, darunter Herz-Kreislauf-Erkrankungen, neurodegenerative Krankheiten und Krebs. Das Unternehmen hat sich auf die Produktion und Analyse von Nukleinsäuren spezialisiert. Diese Moleküle, die ähnlich aufgebaut sind wie die Bausteine des Erbguts, werden in Diagnostik, Forschung und als Wirkstoffe in der Medizin eingesetzt. BioSpring ist Produzent insbesondere für Komponenten der CRISPR/Cas9-Technologie, die in der Zell- und Gentherapie Anwendung findet.
Von BioSpring hergestellte Nukleinsäure-Wirkstoffe: 
- Antisense Oligonukleotide (ASOs)
- Small interfering RNA (siRNA)
- Guide RNA für CRISPR/Cas-Systeme
- mRNA- und Aptamer-Wirkstoffe